# Androsace salasii
Androsace salasii là một loài thực vật có hoa trong họ Anh thảo. Loài này được Kurtz mô tả khoa học đầu tiên năm 1899.